# Wilmaa
 (juin 2010).
Si vous disposez d'ouvrages ou d'articles de référence ou si vous connaissez des sites web de qualité traitant du thème abordé ici, merci de compléter l'article en donnant les références utiles à sa vérifiabilité et en les liant à la section « Notes et références ».
Wilmaa est un logiciel destiné à transmettre des chaînes de télévision via Internet.
Le code a été développé par des programmeurs à Zurich (Suisse) et fonctionne, pour des raisons de licence, uniquement en Suisse.
Wilmaa a débuté avec 22 chaînes. Actuellement[Quand ?], l'offre dépasse les 150 chaînes. Un enregistrement est nécessaire pour utiliser le service payant de streaming. Les utilisateurs qui regardent utilise le programme gratuitement ont accès à la diffusion des chaînes en direct financé par la publicité et disposent de 60 heures d'enregistrement. Il n'y a pas de publicité pour les utilisateurs payants. En faisant la demande, ils accèdent aux émissions des 7 derniers jours (Replay TV) et peuvent enregistrer pour une longue durée et télécharger les émissions. En outre, les utilisateurs payants profitent d'une résolution plus élevée sur toutes les chaînes, peuvent faire une pause sur un écran et continuer à regarder l'émission sur un autre appareil (Cloudpause).

## Histoire
Wilmaa, créé par Thomas Gabathuler, a été lancé en 2008 ; il s'agit alors de la première télévision en direct mondiale utilisant un navigateur web.
L'idée naît lors du Championnat d'Europe de football 2008 ; Gabathuler veut offrir aux téléspectateurs la télévision gratuite pour qu’ils puissent regarder les matchs via un navigateur web. Après le Championnat d'Europe, le service doit être supprimé mais il demeure actif devant le succès rencontré : 100 000 utilisateurs enregistrés en un mois. Le groupe Goldbach investit dans l'entreprise et reprend la commercialisation de la publicité.
En mai 2009, Wilmaa développe une première application mobile dans l'iTunes Store d'Apple. Au mois d'août suivant, l'offre Premium est introduite sur le marché. En 2010, le programme permet un revisionnage des émissions allant jusqu'à 7 jours. En 2012, la Wilmaa Box permet l'affichage du programme sur des télévisions standards. La même année, Thomas Gabathuler rachète à Goldbach la majorité des actions de l'entreprise.
Un partenariat signé avec les Chemins de fer fédéraux suisses permet à Wilmaa d'être intégré sur la page d'accueil du WiFi des CFF. Le service permet aux passagers de regarder la télévision gratuite financée par la publicité dans plus de 80 gares en Suisse.

## Couverture médiatique
Le magazine des consommateurs suisse Kassensturz a accordé à Wilmaa le prix de la meilleure offre payante de télévision en Suisse.

## Technique
Pour des raisons de licence, le service est uniquement disponible en Suisse. À l’aide de l'adresse IP, il est possible de savoir si l'utilisateur se trouve en Suisse ou non. En dehors du territoire Suisse, l'utilisateur n'aura pas accès aux 150 chaînes proposés par le service mais uniquement à des chaînes thématiques virtuelles créées par Wilmaa.

## Offre de chaînes
Les chaînes suivantes sont disponibles en Suisse :
| Categorie      | Chaînes |
| -------------- | --- |
| Divertissement | SRF 1HD, SRF 2HD, 3+HD, 4+HD, 5+HD, ProSiebenHD, ProSieben MaxxHD, Puls 8, Kabel einsHD, Arte DEHD, Arte FRHD, Das ErsteHD, DMAX, Bayerischer Rundfunk, VOXHD, ZDFHD, ZDFneoHD, Sat.1 Gold, Sat.1HD, Servus (de)HD, sixxHD, ORF 2HD, ORF einsHD, MTV CHHD, RTLHD, RTL NitroHD, RTL IIHD, BBC OneHD, BBC Three, BBC TwoHD, Canale 5HD, Channel 4HD, Channel 5, Chérie 25HD, Cielo (it), 6terHD, Anixe (de)HD, C8, France 2HD, France 3, France 4, France 5, HD1 (de)HD, Italia 1HD, iTV 2, iTV 3, iTVHD, Kanal 9, M6HD CH, NRJ 12, NT1, Numéro23HD, PhoenixHD, Rai 1HD, Rai 2, Rai 3, Rai Gulp, Record TV, Rete 4HD, RMC DécouverteHD, Rouge TV, RSI La 1HD, RSI La 2HD, RTL 102.5, RTP Internacional, RTR Planeta, RTS DeuxHD, RTS Svet, RTS UnHD, Star TV, SWRHD, Tele 5, TF1HD, TLC, TMC Monte Carlo, TRT 1, TV 25HD, TV5 Monde, tve internacional, TVM3, W9, QS24 (de), E4, More 4, Film 4 |
| Sport          | Eurosport, L'ÉquipeHD, Rai Sport 1, Rai Sport 2, Sport1, Teleclub Zoom |
| Information    | SRF InfoHD, ZDF InfoHD, n-tvHD, Euronews (EN/DE/FR/IT), BBC NewsHD, BBC World News, BFM TV, Bloomberg TV, CCTV News, CNBC, CNN International, Al Jazeera English, France 24, Rai News, ARD-alpha, WELT, Wetter TV |
| Enfants        | KiKAHD, Super RTLHD, Cartoon Network, Disney Channel, Gulli, RiC (de), Nick Schweiz |
| Culture        | 3satHD, ARTE (DE/FR)HD |
| Musique        | MTV CH HD, VIVA Schweiz HD, Deluxe Music, TV 8 |
| Régional       | Tele OstschweizHD, TELE TOP ZH, TeleBärn, TeleBasel, TeleBielingue, TeleTicino, TeleZüriHD, TV SüdostschweizHD, WDRHD, Canal Alpha NEHD, la télé, Léman bleu, MDR, NDRHD, S1HD, Tele 1HD, Tele M1HD, 8 Mont-Blanc |